# Хвастовичи (Могилёвская область)
Хва́стовичи (бел. Хваставічы) — деревня в составе Хвастовичского сельсовета Глусского района Могилёвской области Республики Беларусь.

Административный центр Хвастовичского сельсовета.

## Население
- 1999 год — 349 человек
- 2009 год — 356 человек